# Siebelfähre
Siebelfähre su bili privremeni desantni brodovi u posjedu njemačkoga Wehrmachta koji su, tijekom Drugog svjetskog rata, trebali biti uključeni u okviru Operacije Morski lav.
Ovaj eponim nastao je prema imenu zrakoplovnog inženjera i pukovnika njemačkog ratnog zrakoplovstva, Wilhelmu Siebelu. On je imao ideju o povezivanju pontona i pionirskih mostova s platformama i zrakoplovnim motorima. Istovremeno se transportni kapacitet za isplaniranu invaziju na Englesku morao napraviti u kratkome roku.
Plovilo je bilo pokretano s dva motora kao i s tri BMW zrakoplovna motora s propelerom. U kasnijim modelima uklonjena je oprema sa zrakoplovnim motorima. Od prvobitno isplaniranih 400 jedinica završeno je jedva njih 200 koji su se djelomično razlikovali u svjoj namjeni i opremi. Osim kao transportno plovilo, postojali su tipovi koji su služili kao pomoć pri iskrcavanju i zrakoplovnoj obrani (desantni brod).
Nakon što su odustali od Operacije Morski lav, bili su raspoređeni na mnoga bojišta, između ostalog na Crno i Sredozemno more. Zahvaljujući svojoj modularnoj konstrukciji, mogli su se brzo, također i kopnom, transportirati na ratna područja. Posebice su u operacijama na Sredozemlju, osim transportne uloge te postavljanja mina, imali i ulogu desantnih brodova.
Nakon rata, očuvani su primjerci upotrebljeni u mnogim zemljama kao transportna i prijevozna sredstva. Na rijeci Rajni, na području Bonna i Niersteina, korišteni su kao trajekti sve do 1960-ih.

## Tipovi
Postojalo je nekoliko tipova Siebelfähre brodova:
|                | Siebelfähre 40                               | Siebelfähre 41      | Siebelfähre 43  | Siebelfähre 44  |
| -------------- | -------------------------------------------- | ------------------- | --------------- | --------------- |
| Potisak        | 130 t                                        | 130 t               | 143 t           | 130 t           |
| Duljina        | 21,6 m                                       | 24,3 m              | 32,0 m          | 26,0 m          |
| Širina         | 13,9 m                                       | 13,9 m              | 14,7 m          | 13,7 m          |
| Gaz            | 1,2 m                                        | 1,2 m               | 1,75 m          | 0,9 m           |
| Kapacitet      | 150 muškaraca                                | 250 muškaraca       | 169 t           | 169 t           |
| Pogon          | 2 × 75 KS 3 × BMW - zrakoplovni motor 300 KS | BMW-6-motor, 210 KS | 2 × 280 KS, BMW | 2 × 280 PS, BMW |
| Najveća brzina | 6,5 čv                                       | 6,5 čv              | 5,4 čv          | 7,4 čv          |